# All Hearts Tour
All Hearts Tour var en gemensam konsertturné av den amerikanska sångerskan Kelis och den svenska sångerskan Robyn.

## Turnédatum
| Datum                    | Stad           | Land          | Arena                      |
| ------------------------ | -------------- | ------------- | -------------------------- |
| Nordamerika              |                |               |                            |
| 23 juli 2010             | Los Angeles    | USA           | The Music Box              |
| 24 juli 2010             | San Francisco  | USA           | Mezzanine                  |
| 25 juli 2010             | San Francisco  | USA           | Mezzanine                  |
| 27 juli 2010             | Boston         | USA           | House of Blues             |
| 28 juli 2010             | Williamsburg   | USA           | Williamsburg Hall of Music |
| 2 augusti 2010           | Washington, DC | USA           | 9:30 Club                  |
| 3 augusti 2010           | Philadelphia   | USA           | Trocadero Theatre          |
| 4 augusti 2010           | New York       | USA           | Webster Hall               |
| 5 augusti 2010           | New York       | USA           | Webster Hall               |
| Europa (Kelis solodatum) |                |               |                            |
| 19 augusti 2010          | Kiewit         | Belgien       | Pukkelpop Festival         |
| 20 augusti 2010          | Bodø           | Norge         | Parkenfest                 |
| 1 oktober 2010           | London         | England       | O2 Shepherds Bush Empire   |
| 2 oktober 2010           | Manchester     | England       | Warehouse Project          |
| 4 oktober 2010           | Glasgow        | Skottland     | O2 ABC                     |
| 5 oktober 2010           | Birmingham     | England       | HMV Institute              |
| 6 oktober 2010           | Paris          | Frankrike     | Bataclan                   |
| 8 oktober 2010           | Bryssel        | Belgium       | Rock Ternat                |
| 9 oktober 2010           | Luxemburg      | Luxemburg     | Den Atelier                |
| 10 oktober 2010          | Hasselt        | Belgien       | Muziekodroom               |
| 12 oktober 2010          | Stockholm      | Sverige       | Berns                      |
| 13 oktober 2010          | Köpenhamn      | Danmark       | Vega House Of Music        |
| 14 oktober 2010          | Helsingfors    | Finland       | Circus                     |
| 23 oktober 2010          | Amsterdam      | Nederländerna | Paradiso                   |